# Berta d'Assia-Philippsthal-Barchfeld
Berta d'Assia-Philippsthal-Barchfeld (nome completo in tedesco Bertha Luise Ottilie Auguste Adelheid Marie; Burgsteinfurt, 25 ottobre 1874 – Detmold, 19 febbraio 1919) è stata principessa consorte di Lippe dal 1905 al 1918, come moglie di Leopoldo IV.

## Biografia

### Infanzia e matrimonio
Berta nacque a Burgsteinfurt il 25 ottobre 1874, primogenita del padre Guglielmo e della sua seconda moglie, Giuliana di Bentheim e Steinfurt. Sposò il conte Leopoldo di Lippe-Biesterfeld il 16 agosto 1901 a Rotenburg, all'età di 26 anni.

### Principessa di Lippe

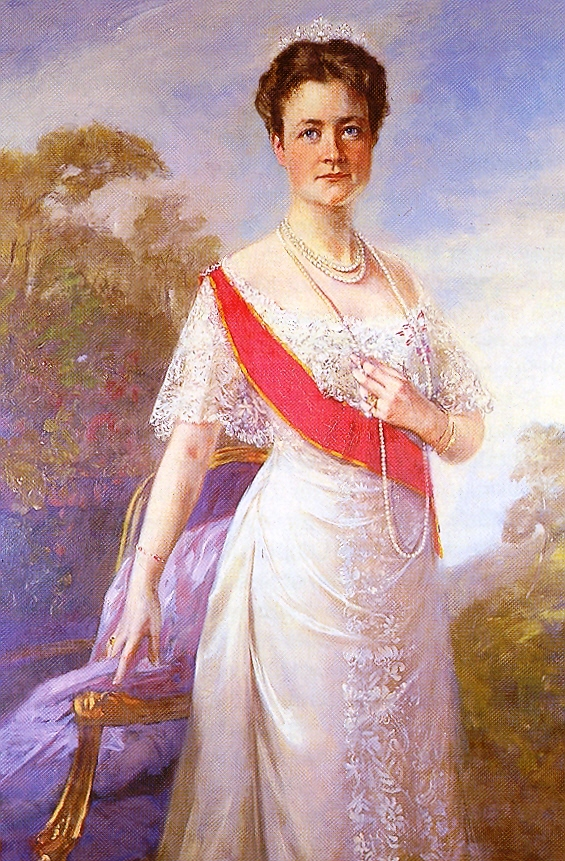
Berta d'Assia ritratta da B. Zickendraht nel 1893

Nel giorno del suo trentunesimo compleanno salì al fianco del marito al trono del principato, dopo la morte del principe Alessandro. Fu amministratrice dell'Ordine di Berta, a lei intitolato.

### Ultimi anni e morte

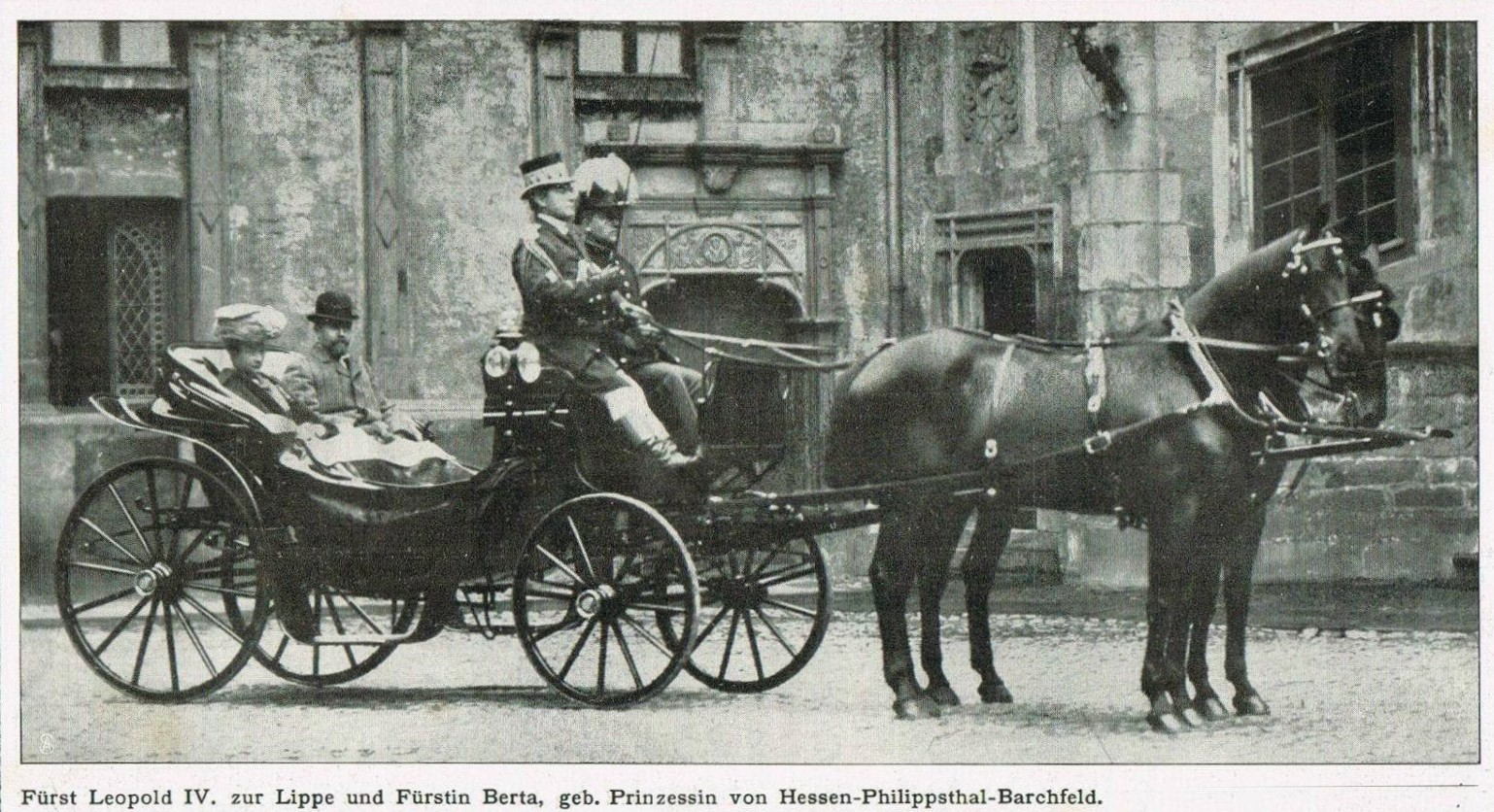
La principessa Berta e Leopoldo IV in carrozza, nel 1910

Il 12 novembre 1918 suo marito abdicò. Berta morti pochi mesi dopo a Detmold, il 19 febbraio 1919 all'età di 44 anni.

## Discendenza

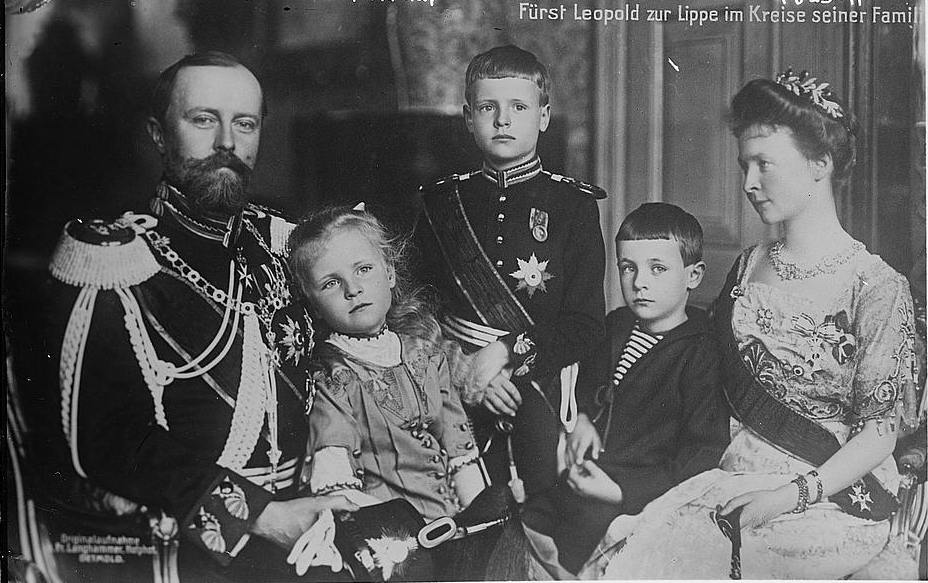
Scatto della famiglia principesca

Berta d'Assia-Philippsthal-Barchfeld e Leopoldo IV di Lippe ebbero tre figli e due figlie:
- Ernesto (1902-1987);
- Leopoldo Bernardo (1904-1965);
- Carolina (1905-2001);
- Clodoveo (1909-2000);
- Sieglinda (1915-2008).

## Titoli e trattamento
- 25 ottobre 1874 - 16 agosto 1901: Sua Altezza, la principessa Berta d'Assia-Philippsthal-Barchfeld
- 16 agosto 1901 - 25 ottobre 1905: Sua Altezza, la contessa Berta di Lippe-Biesterfeld
- 25 ottobre 1905 - 12 novembre 1918: Sua Altezza Serenissima, la principessa di Lippe
- 12 novembre 1918 - 19 febbraio 1919: Sua Altezza Serenissima, la principessa Berta di Lippe

## Ascendenza
|                                          |                                 |                                                                  | Genitori                                             |  |  | Nonni |  |  | Bisnonni                              |  |  | Trisnonni                                |  |
|                                          |                                 |                                                                  |                                                      |  |  |       |  |  | Adolfo d'Assia-Philippsthal-Barchfeld |  |  | Guglielmo d'Assia-Philippsthal-Barchfeld |  |
|                                          |                                 |                                                                  |                                                      |  |  |       |  |  | Adolfo d'Assia-Philippsthal-Barchfeld |  |  | Guglielmo d'Assia-Philippsthal-Barchfeld |  |
|                                          |                                 | Carlotta Guglielmina di Anhalt-Bernburg-Schaumburg-Hoym          |                                                      |  |  |       |  |  | Adolfo d'Assia-Philippsthal-Barchfeld |  |  |                                          |  |
| Carlo d'Assia-Philippsthal-Barchfeld     |                                 |                                                                  |                                                      |  |  |       |  |  | Adolfo d'Assia-Philippsthal-Barchfeld |  |  |                                          |  |
|                                          |                                 | Luisa di Sassonia-Meiningen                                      | Antonio Ulrico di Sassonia-Meiningen                 |  |  |       |  |  |                                       |  |  |                                          |  |
|                                          |                                 | Luisa di Sassonia-Meiningen                                      | Antonio Ulrico di Sassonia-Meiningen                 |  |  |       |  |  |                                       |  |  |                                          |  |
|                                          |                                 | Luisa di Sassonia-Meiningen                                      | Carlotta Amalia d'Assia-Philippsthal                 |  |  |       |  |  |                                       |  |  |                                          |  |
| Guglielmo d'Assia-Philippsthal-Barchfeld |                                 | Luisa di Sassonia-Meiningen                                      |                                                      |  |  |       |  |  |                                       |  |  |                                          |  |
|                                          |                                 | Luigi di Bentheim e Steinfurt                                    | Carlo Paolo Ernesto di Bentheim-Steinfurt            |  |  |       |  |  |                                       |  |  |                                          |  |
|                                          |                                 | Luigi di Bentheim e Steinfurt                                    | Carlo Paolo Ernesto di Bentheim-Steinfurt            |  |  |       |  |  |                                       |  |  |                                          |  |
|                                          |                                 | Luigi di Bentheim e Steinfurt                                    | Carlotta Sofia di Nassau-Siegen                      |  |  |       |  |  |                                       |  |  |                                          |  |
| Sofia di Bentheim e Steinfurt            |                                 | Luigi di Bentheim e Steinfurt                                    |                                                      |  |  |       |  |  |                                       |  |  |                                          |  |
|                                          |                                 | Giuliana Guglielmina di Schleswig-Holstein-Sonderburg-Glücksburg | Federico di Schleswig-Holstein-Sonderburg-Glücksburg |  |  |       |  |  |                                       |  |  |                                          |  |
|                                          |                                 | Giuliana Guglielmina di Schleswig-Holstein-Sonderburg-Glücksburg | Federico di Schleswig-Holstein-Sonderburg-Glücksburg |  |  |       |  |  |                                       |  |  |                                          |  |
|                                          |                                 | Giuliana Guglielmina di Schleswig-Holstein-Sonderburg-Glücksburg | Enrichetta Augusta di Lippe-Detmold                  |  |  |       |  |  |                                       |  |  |                                          |  |
| Berta d'Assia-Philippsthal-Barchfeld     |                                 | Giuliana Guglielmina di Schleswig-Holstein-Sonderburg-Glücksburg |                                                      |  |  |       |  |  |                                       |  |  |                                          |  |
|                                          | Alessio I di Bentheim-Steinfurt | Luigi di Bentheim e Steinfurt                                    |                                                      |  |  |       |  |  |                                       |  |  |                                          |  |
|                                          | Alessio I di Bentheim-Steinfurt | Luigi di Bentheim e Steinfurt                                    |                                                      |  |  |       |  |  |                                       |  |  |                                          |  |
|                                          | Alessio I di Bentheim-Steinfurt | Giuliana Guglielmina di Schleswig-Holstein-Sonderburg-Glücksburg |                                                      |  |  |       |  |  |                                       |  |  |                                          |  |
| Luigi Guglielmo di Bentheim e Steinfurt  | Alessio I di Bentheim-Steinfurt |                                                                  |                                                      |  |  |       |  |  |                                       |  |  |                                          |  |
|                                          |                                 | Guglielmina di Solms-Braunfels                                   | Guglielmo di Solms-Braunfels                         |  |  |       |  |  |                                       |  |  |                                          |  |
|                                          |                                 | Guglielmina di Solms-Braunfels                                   | Guglielmo di Solms-Braunfels                         |  |  |       |  |  |                                       |  |  |                                          |  |
|                                          |                                 | Guglielmina di Solms-Braunfels                                   | Augusta di Salm-Grumbach                             |  |  |       |  |  |                                       |  |  |                                          |  |
| Giuliana di Bentheim e Steinfurt         |                                 | Guglielmina di Solms-Braunfels                                   |                                                      |  |  |       |  |  |                                       |  |  |                                          |  |
|                                          |                                 | Carlo d'Assia-Philippsthal-Barchfeld                             | Adolfo d'Assia-Philippsthal-Barchfeld                |  |  |       |  |  |                                       |  |  |                                          |  |
|                                          |                                 | Carlo d'Assia-Philippsthal-Barchfeld                             | Adolfo d'Assia-Philippsthal-Barchfeld                |  |  |       |  |  |                                       |  |  |                                          |  |
|                                          |                                 | Carlo d'Assia-Philippsthal-Barchfeld                             | Luisa di Sassonia-Meiningen                          |  |  |       |  |  |                                       |  |  |                                          |  |
| Berta d'Assia-Philippsthal-Barchfeld     |                                 | Carlo d'Assia-Philippsthal-Barchfeld                             |                                                      |  |  |       |  |  |                                       |  |  |                                          |  |
|                                          |                                 | Augusta di Hohenlohe-Ingelfingen                                 | Federico Luigi di Hohenlohe-Ingelfingen              |  |  |       |  |  |                                       |  |  |                                          |  |
|                                          |                                 | Augusta di Hohenlohe-Ingelfingen                                 | Federico Luigi di Hohenlohe-Ingelfingen              |  |  |       |  |  |                                       |  |  |                                          |  |
|                                          |                                 | Augusta di Hohenlohe-Ingelfingen                                 | Maria Amalia Cristiana Carlotta di Hoym              |  |  |       |  |  |                                       |  |  |                                          |  |
|                                          |                                 | Augusta di Hohenlohe-Ingelfingen                                 |                                                      |  |  |       |  |  |                                       |  |  |                                          |  |